# ماناواتو جيتز
ماناواتو جيتز (بالإنجليزية: Manawatu Jets)‏ كان فريق كرة سلة نيوزلندي تأسس في سنة 1982. كان يلعب في الدوري النيوزيلندي لكرة السلة.

## أبرز اللاعبين
من أبرز اللاعبين الذين لعبوا معه:
- ديفيد كوبر
- جيرمياه ترومان
- نيك هورفاث
- ويلي بيرتون

## وصلات خارجية
- الموقع الرسمي